# Lietuvos Taurė 2017
La Lietuvos Taurė 2017 è stata la 29ª edizione del torneo. La competizione è iniziata il 27 aprile 2017 e si è conclusa il 24 settembre del 2017 con la finale. Lo Stumbras ha vinto il trofeo per la prima volta nella sua storia.

## Primo turno
| Squadra 1            | Risultato       | Squadra 2           |
| -------------------- | --------------- | ------------------- |
| 27 aprile 2017       |                 |                     |
| Juventa-99 Šiauliai  | 0 - 1           | Panevėžys           |
| 28 aprile 2017       |                 |                     |
| Šilas Kazlų Rūda     | 0 - 5           | Nevėžis             |
| Pramogos SC          | 0 - 4           | Banga Gargždai      |
| 29 aprile 2017       |                 |                     |
| Sendvaris            | 0 - 2           | Garliava Kaunas     |
| Širvėna              | 2 - 3           | Akmenės             |
| Pakruojis            | 1 - 1 (4-5 dcr) | Vytis               |
| Rūdupis              | 2 - 5           | Palanga             |
| Minija Kretinga      | 0 - 1           | Atmosfera Mažeikiai |
| Fanai Šiauliai       | 0 - 4           | Sveikata            |
| Elektrėnų Versmė     | 8 - 0           | LŠS Kaunas          |
| 1º maggio 2017       |                 |                     |
| Geležinis Vilkas     | 0 - 13          | DFK Dainava         |
| 3 maggio 2017        |                 |                     |
| Švyturys Marijampolė | 4 - 1           | Babrungas Plungė    |

## Secondo turno
| Squadra 1            | Risultato       | Squadra 2            |
| -------------------- | --------------- | -------------------- |
| 25 maggio 2017       |                 |                      |
| Švyturys Marijampolė | 0 - 2           | Trakai               |
| 26 maggio 2017       |                 |                      |
| Akmenės              | 1 - 3           | Koralas              |
| Kėdainiai            | 1 - 7           | Vytis                |
| 27 maggio 2017       |                 |                      |
| Panevėžys            | 3 - 0           | Kauno Žalgiris       |
| Sveikata             | 1 - 2           | Lietava Jonava       |
| Garliava Kaunas      | 1 - 0           | Atmosfera Mažeikiai  |
| Šilutė               | 0 - 1           | Stumbras             |
| Adiada Šiauliai      | 0 - 8           | DFK Dainava          |
| Džiugas Telšiai      | 5 - 0           | Tauras               |
| Banga Gargždai       | 1 - 1 (2-4 dcr) | Žalgiris             |
| Panerys Vilnius      | 2 - 1           | Nevėžis              |
| 28 maggio 2017       |                 |                      |
| Palanga              | 1 - 0           | Utenis Utena         |
| Hegelmann Litauen    | 0 - 3           | Sūduva               |
| Viltis               | 1 - 13          | Atlantas             |
| 29 maggio 2017       |                 |                      |
| Prelegentai          | 2 - 0           | Tera Vilnius         |
| 4 giugno 2017        |                 |                      |
| Elektrėnų Versmė     | 4 - 1 (dts)     | Saulininkas Šiauliai |

## Ottavi di finale
| Squadra 1        | Risultato   | Squadra 2       |
| ---------------- | ----------- | --------------- |
| 23 giugno 2017   |             |                 |
| Koralas          | 0 - 4       | Sūduva          |
| Panerys Vilnius  | 3 - 2 (dts) | Palanga         |
| 24 giugno 2017   |             |                 |
| Panevėžys        | 2 - 1       | Džiugas Telšiai |
| Elektrėnų Versmė | 0 - 4       | Lietava Jonava  |
| Žalgiris         | 1 - 0       | Atlantas        |
| 25 giugno 2017   |             |                 |
| Garliava Kaunas  | 0 - 8       | Trakai          |
| 26 giugno 2017   |             |                 |
| DFK Dainava      | 3 - 6       | Vytis           |
| Prelegentai      | 0 - 8       | Stumbras        |

## Quarti di finale
| Squadra 1       | Risultato   | Squadra 2 |
| --------------- | ----------- | --------- |
| 26 agosto 2017  |             |           |
| Panerys Vilnius | 0 - 8       | Žalgiris  |
| 27 agosto 2017  |             |           |
| Panevėžys       | 0 - 1       | Vytis     |
| Lietava Jonava  | 3 - 5 (dts) | Stumbras  |
| Sūduva          | 4 - 1       | Trakai    |

## Semifinali
| Squadra 1        | Risultato       | Squadra 2 |
| ---------------- | --------------- | --------- |
| 9 settembre 2017 |                 |           |
| Sūduva           | 2 - 2 (4-5 dtr) | Žalgiris  |
| Vytis            | 1 - 1 (3-5 dtr) | Stumbras  |

## Finale
| Arbitro: | Dirda |

|               |           |  |
| Bouchareb 85’ | Marcatori |  |